# 王朝县
王朝县，中国古县名。
北宋淳化五年（994年）升王朝场置，治所在今湖南省岳阳市东北陆城镇。属岳州。至道二年（996年），改名临湘县。